# Феррейра Резенде Алвеш, Жуан Антониу
Жуан Антониу Феррейра Резенде Алвеш (род. 5 декабря 1952 года в Албергария-а-Велье) — португальский футболист и футбольный тренер. Последним местом работы был португальский клуб «Кова-да-Пиедади».
Жуан Алвеш играл на позиции атакующего полузащитника, он считался одним из лучших португальских футболистов своего поколения и получил прозвище «Чёрные перчатки», которые он носил во время игры.
Большую часть карьеры он провёл в «Бенфике» и «Боавиште», также трижды тренировал последний клуб.

## Карьера игрока

### Клубная карьера
Алвеш начал заниматься футболом в юношеской команде «Санжуаненсе». В 1969 году его заметили представители «Бенфики». Его первой профессиональной командой стал «Варзин», где он выступал в сезоне 1972/73 на правах аренды. В высшей лиге дебютировал в составе «Монтижу».
Перед сезоном 1974/75 Алвеш перешёл в «Боавишту», где впервые проявил свой талант, выиграв два кубка Португалии подряд. Там его заметили скауты испанской «Саламанки», где он отыграл ещё два года. Затем он вернулся в «Бенфику», а через год перешёл в «Пари Сен-Жермен».
Не сумев произвести впечатление во Франции, Алвеш вернулся на «Эштадиу да Луш», где играл в течение следующих трёх сезонов. За это время он сделал два «золотых дубля» (1981 и 1983 годы), а также сыграл в финале Кубка УЕФА 1982/83, где его команда проиграла «Андерлехту» из Бельгии с общим счётом 2:1. Затем он снова присоединился к «Боавиште», закончив свою карьеру в сезоне 1984/85 в возрасте 32 лет. В итоге он стал тренером этой команды.

### Международная карьера
Алвеш сыграл 36 матчей за Португалию, забив три гола. Его дебют состоялся 13 ноября 1974 года в товарищеском матче со сборной Швейцарии, его команда проиграла со счётом 0:3. Свой последний матч он провёл 27 апреля 1983 года в рамках отбора к Евро-1984, Португалия была разгромлена со счётом 0:5 Советским Союзом.

## Тренерская карьера
После окончания карьеры игрока Алвеш стал тренером, трижды назначался на пост наставника «Боавишты». В 1988 году он возглавил «Эштрела Амадора» и привёл команду к историческому триумфу в кубке Португалии 1990 года. В 1996 году он стал у руля «Саламанки», но провёл лишь два матча.
В 2007 году он вернулся в «Бенфику», став тренером команды до 18 лет. Два года спустя он вернулся в профессиональный футбол, подписав контракт со швейцарским «Серветтом» и добившись повышения в Суперлигу во втором сезоне.
28 ноября 2011 года после вылета из кубка Швейцарии от «Биль-Бьенна» (поражение 0:3 на выезде) Алвеш был уволен. Однако из-за плохих результатов его преемника и после прихода нового владельца Хью Квеннека в апреле 2012 года Алвеш был восстановлен в должности тренера. В последних пяти играх результаты кампании улучшились: четыре победы и одна ничья, в том числе победа со счётом 2:1 над будущим чемпионом, «Базелем». В конечном итоге команда квалифицировалась в Лигу Европы.
9 октября 2018 года, после шести лет вне футбола, Алвеш стал тренером «Академики» из Второй лиги. Он покинул клуб по окончании сезона и 9 января 2020 года возглавил «Кова-да-Пиедади» из той же лиги. Команда была переведены в низшую лигу в мае, когда чемпионат прервали из-за пандемии COVID-19, Алвеш открыто раскритиковал футбольное руководство за это решение.